# Eric Wauters
Eric Wauters (ur. 12 maja 1951 w Mechelen, zm. 21 października 1999 w Peulis) – belgijski jeździec sportowy. Brązowy medalista olimpijski z Montrealu.
Brał udział w trzech igrzyskach olimpijskich (IO 72, IO 76, IO 96). Startował w skokach przez przeszkody. W 1976 był trzeci w konkursie drużynowym. Startował na koniu Gute Sitte. W skład belgijskiej reprezentacji wchodzili również François Mathy, Edgar-Henri Cuepper i Stanny Van Paesschen.